# Capitulació de Perevolotxna
La Capitulació de Perevolotxna va comportar la rendició de l'exèrcit de Carles XII de Suècia l'1 de juliol de 1709 després de la batalla de Poltava. Després de la derrota a Poltava Carles XII de Suècia es dirigí al riu Vorskla prop del poble de Bjeliki, al sud de Poltava, endinsant-se en territori tàtar. El matí després de la batalla no es donaren ordres després de l'inici de la marxa des de Novo Sensjary, i la marxa continuà al llarg del marge dret del Vorskla. Existia un gual a través del riu prop de Kisjenka, però a causa dels errors comesos per diversos oficials, es passà de llarg del gual i les tropes marxaren fins Perevolotxna, cinc quilòmetres lluny del gual.
A Perevolotxna, al rei Carles se li va oferir l'oportunitat d'avançar-se amb una escorta de 1.500 homes fins a l'Imperi Otomà per part del general Adam Ludwig Lewenhaupt i altres oficials d'alt grau. Una de raons per les quals el rei volia creuar per allí era per arribar ràpidament a Polònia. D'acord amb el pla del Carles, Lewenhaupt havia de seguir al llarg del riu Dnièper amb ell, però el general va demanar quedar-se i comandar el gruix de l'exèrcit. Carles va ordenar Lewenhaupt que segueixi el Vorskla fins al territori controlat pels tàtars. El matí de l'1 de juliol, el general Aleksandr Ménxikov amb una força russa de menys de 9.000 homes, principalment de cavalleria. Lewenhaupt volia evitar l'enfrontament amb els russos, i convocà un consell de guerra que decidí rendir-se als russos.
La capitulació contribuí significativament a la victòria russa a la Gran Guerra del Nord. El contingent principal de l'exèrcit suec deixà d'existir, deixant les defenses de l'Imperi Suec en una claríssima inferioritat numèrica. Estratègicament, Rússia podia passar a l'ofensiva mentre que per Suècia seria molt difícil alçar un nou exèrcit. El general Lewenhaupt fou empresonat i morí en captivitat a Rússia el 1719. Carles XII no feu res per alliberar-lo, i es retirà a Bender, que en aquell moment era part de l'Imperi Otomà.